# Apseudopsis latreillii
Apseudopsis latreillii is een naaldkreeftjessoort uit de familie van de Apseudidae. De wetenschappelijke naam van de soort werd in 1828 voor het eerst geldig gepubliceerd door Henri Milne-Edwards. Deze soort is wijdverspreid in de noordoostelijke Atlantische Oceaan en de Middellandse Zee. Het leeft op zanderige en modderige bodems van het intergetijdengebied tot 138 meter diep en wordt vaak in grote aantallen aangetroffen. Het groeit tot 7 mm lang (exclusief de uropoden). 